# Дюк Нюкем
Дюк Нюкем (англ. Duke Nukem) — вымышленный персонаж, главный герой серии игр Duke Nukem.

## История
Впервые появился в видеоигре «Duke Nukem» (временно известной как «Duke Nukum»), игра была создана сотрудниками  издательства Apogee Software в 1991 году. С тех пор он появился в нескольких сиквелах от 3D Realms, в настоящее время от Gearbox Software, купивших авторские права на этого персонажа. Персонаж был создан разработчиками видеоигр Тоддом Реплогле, Джимом Норвудом, Джорджом Бруссардом и Скоттом Миллером из Apogee Software. В качестве фундамента для нрава Дюка Нюкема, наиболее широко раскрывшегося в «Duke Nukem 3D», они использовали озлобленные вариации характеров Джорджа Бруссарда и Аллена Блума. Чаще всего Дюка озвучивал актёр Джон Сент-Джон.

## Биография
О прошлом (жизни до событий Duke Nukem) Дюка Нюкема информация отсутствует.
В первой части серии он представлен как охотник за пришельцами, нанятый ЦРУ для нейтрализации Доктора Протона, намеревающегося захватить Землю с помощью своей армии. Преодолев подземную лабораторию, побывав на Луне и в будущем, Дюк выполняет возложенную на него миссию.
После этого Дюк становится знаменитым, его приглашают на телешоу, где он даёт интервью и собственноручно выпускает книгу «Отчего я такой клёвый». Прямо во время передачи его похищают Ригелатины, чтобы использовать его мозг для планирования атаки. Дюку удаётся не только сбежать, но и остановить злодеев, заодно захватив их космический корабль.
Возвращаясь на Землю, он получает сигнал о вторжении инопланетян в Лос-Анджелес. Нюкем срочно отправляется туда, но его трофейный космолёт сбивают. Чудом выживший Дюк с боем пробивается сквозь армии инопланетян, пытаясь отвоевать город. Постоянные сражения приводят его на космический корабль, где он уничтожает Предводителя — генерала, отвечающего за захват планеты. После победы Нюкем наблюдает через экраны, как пришельцы похищают земных женщин, дабы использовать их для размножения. Жутко разозлившись, Дюк садится на шаттл и летит на орбитальный космопорт.
На космопорте он сталкивается с армией инопланетян. В ходе борьбы с ней, ему не удаётся спасти пленённых женщин, зато везёт найти и уничтожить Оверлорда. После этой победы, с Дюком связывается Император Циклоид и открыто насмехается над героем. Дюк клянётся отомстить ему и возвращается на Землю.
Он вновь оказывается в Лос-Анджелесе, ещё больше набитом пришельцами. Немного повоевав, он встречается с выжившими, которые соглашаются подбросить его к Императору на вертолёте, но его, увы, подбивают. Дюк снова выживает и добирается до Императора пешком. В ходе тяжёлой схватки на стадионе, Дюк убивает главаря, отрывает ему глаз и забивает им гол, а затем отправляется на заслуженно полученный отпуск и обретает всемирную славу.
Спустя некоторое время генерал армии США вновь связывается с Дюком и сообщает — пришельцы вновь вернулись на землю с прежними целями. Дюк немедленно берёт оружие в руки и отправляется в очередной раз спасать человечество. Пройдя долгий путь, Дюк сталкивается с Маткой и уничтожает её, спасая человеческую цивилизацию уже в 4-й раз.
Прошло 14 лет. За это время Дюк становится более известным, чем раньше (про него сняты фильмы, в честь него построен целый музей и так далее), к тому же, он пользуется ещё большей популярностью у женщин. Но пришельцы вновь заявились на Землю, надеясь захватить её и попутно отомстить Дюку. Нюкем в ответ выходит на тропу войны.
Герой уничтожает инопланетный корабль, проходит через руины Лас-Вегаса и оказывается в пещере инопланетян, где видит, как женщин буквально разрывают на части детёныши инопланетян. Разозлённый Дюк уничтожает Королеву и теряет сознание. Его подбирают солдаты EDF, и объясняют, что враги открыли портал над дамбой. Нюкем с боем добирается до дамбы. Там он встречает президента. Тот яростно обвиняет героя в том, что он помешал мирным переговорам с пришельцами. Несмотря на это, Дюк продолжает свою миссию — закрыть портал, что в конечном итоге ему удаётся.
В ярости президент приказывает нанести ядерный удар по дамбе, уничтожив всех её наводнивших, в том числе и Дюка. Далее президента убивает Император Циклоид, который, в свою очередь, ликвидируется Дюком, после чего Нюкем, на вертолёте, срочно выбирается из зоны поражения. На самом интересном месте его ослепляет вспышка разрывающейся атомной бомбы…
Таким образом, герой снова спас Землю. Тем временем съёмка со спутника показывает огромный кратер на месте дамбы. Исходя из силы взрыва, военные прикрепляют к фотографии Дюка ярлык «Погиб в бою». Но прямо во время трансляции, Дюк заявляет что ещё не умер и вскоре показывается пресс-конференция, на которой Нюкем даёт интервью, где заявляет о своём решении баллотироваться в президенты.
О дальнейших приключения Нюкема повествует DLC для Duke Nukem: Forever — «The Doctor Who Cloned Me».

## Личность
Рост Дюка составляет 193 сантиметра, вес — 109 килограммов. Причёска флэттоп.
В первых двух играх Нюкем говорил мало и многие считали его самопровозглашённым (или нанятым ЦРУ) защитником Земли. В Duke Nukem 3D личность главного героя была раскрыта подробнее — это брутальный, неотразимый и сексуальный мужчина, постоянно окружённый женщинами. Впрочем у Дюка, вероятно, есть по-настоящему любимая девушка по имени Лани, имя которой вытатуировано на его левой ягодице. Противоречит этому факту то, что Дюк постоянно использует данное имя как основу для собственных шуток. Кроме того эта татуировка является отсылкой к актрисе Лани Минелле, создавшей множество звуковых дорожек озвучивания для Duke Nukem 3D.
Характер и брутальная внешность Дюка Нюкема является собирательным образом ряда героев голливудских боевиков, в числе которых — Джон Нада (Родди Пайпер) из фильма «Чужие среди нас» (в игре Duke Nukem 3D используется фраза из этого фильма «„It’s time to kick ass and chew bubble gum… and I’m all outta gum.“»), героев вестернов в исполнении актёров Джона Уэйна, Чарльза Бронсона, а также героев боевиков 80-х, таких как Джек Бёртон (Курт Рассел, «Большой переполох в маленьком Китае»), Эш Уильямс, герои Рутгера Хауэра («Взять живым или мёртвым», «Считанные секунды»), Рэмбо (Сильвестра Сталлоне), Джона Маклейна (Брюс Уиллис), Арнольд Шварценеггер, Дольф Лундгрен, Жан-Клод Ван Дамм и многие другие. Во многом, вплоть до одежды, Дюк напоминает главных героев фильмов «Хищник» Датча (во вступительной части) и «Последний киногерой» Джека Слейтера, который также является собирательным образом героя фильма-боевика.
Как и перечисленные выше герои, Дюк Нюкем агрессивен с врагами и добр с друзьями (хотя и никогда не стремится их спасать), обладает своеобразным чувством юмора, крайне уверен в себе, неполиткорректен, никогда не врёт и говорит часто горькую правду в глаза. Он не сверхчеловек, но, тем не менее, способен совершать подвиги, требующие уникальной физической подготовки, благоволения Фортуны, великолепных стрелковых навыков, умения обращаться со взрывчаткой и самой разнообразной техникой (разношёрстные автомобили, компьютеры, радиоуправляемые механизмы, знаменитые реактивные ранцы). У него есть фирменный удар-пинок «Могучая нога». Но, тем не менее, есть подозрение, что Дюк — продукт генной инженерии (о чём говорит постер в четвёртом эпизоде «Казармы» первого уровня, а в Duke Nukem: Forever его собственное эго действует в качестве щита).
Также Дюк знаменит своим фирменным пистолетом — золотым Colt 1911 и солнцезащитными очками Ray-Ban Predator. С последними он не расстаётся даже в тёмных подземельях и ночью.

## Duke Nukem does the Internet

Обложка руководства пользователя

«Duke Nukem does the Internet» (рус. Дюк Нюкем уделывает Интернет) — вышедшее в 1996 году в США универсальное руководство пользователя, автором которого был указан компьютерный персонаж Дюк Нюкем, герой вышедшей ранее в том же году игры Duke Nukem 3D. В выходных данных был указан именно он, и эта же информация вошла во все библиографические справочники. Позднее, в 1999 году, вышла ещё одна книга Дюка Нюкема, на этот раз в соавторстве с реальным писателем Филиппом Маркусом: руководство по прохождению игры Duke Nukem: Zero Hour. Благодаря этому Дюк Нюкем официально считается автором двух книг (одна в соавторстве) и, например, на сайте Goodreads имеет собственный авторский профайл.

### Издание
Руководство выпущено издательством «Sybex» (подразделение по компьютерной тематике в «John Wiley & Sons») в 1996 году. Представляет собой весьма популярный во второй половине 1990-х формат «всё в одном». Объясняются основные концепции и термины Интернета в целом и Всемирной паутины в частности, даются инструкции по настройке подключения по модему, настройке браузеров и почтовых программ. Значительная часть информации на 2015 год является частично или полностью устаревшей, интерес может привлечь лишь оформление и заявленное авторство.
Помимо элементов оформления в стиле Duke Nukem 3D, начиная с обложки, был использован «фирменный» брутальный стиль общения Дюка Нюкема и элементы компьютерного сленга. Например, «советы от автора» идут под заголовками «kick-ass tip» («пипец какой совет»), а предупреждения в стиле Leet названы «Duke sez» (вместо правильного «Duke says», «Дюк говорит»).